# Said Mesraoui
Said Mesraoui (ur. ?) – marokański piłkarz występujący na pozycji napastnika.
Wraz z Raja Casablanca zdobył dwukrotnie mistrzostwo Maroka (1996, 1997), a także sięgnął po Puchar Maroka w 1996.
W reprezentacji Maroka wystąpił jeden raz, 9 kwietnia 1995 w zremisowanym 0:0 meczu z el. do PNA 1996 z Burkina Faso.